# Haavalampi
Haapolampi eller Haavalampi är en sjö i Finland. Den ligger i kommunen Suomussalmi i landskapet Kajanaland, i den nordöstra delen av landet, 600 km norr om huvudstaden Helsingfors. Haapolampi ligger 247,8 meter över havet. Arean är 61,2 hektar och strandlinjen är 5,61 kilometer lång. Sjön  ingår i Uleälvens huvudavrinningsområde. 